# Luke Schenn
Luke Schenn (ur. 2 listopada 1989 w Saskatoon, Saskatchewan) – kanadyjski hokeista, reprezentant Kanady.
Jego młodszy brat Brayden (ur. 1991) także został hokeistą. Od 2012 bracia wspólnie grali w jednym klubie, Philadelphia Flyers.

## Kariera klubowa
- Saskatoon Contacts (2004-2005)
- Kelowna Rockets (2005-2008)
- Toronto Maple Leafs (2008-2012)
- Philadelphia Flyers (2012-2016)
- Los Angeles Kings (2016)
- Arizona Coyotes (2016-2018)
- Anaheim Ducks (2018/2019)
  -  San Diego Gulls (2018/2019)
- Vancouver Canucks (2019)
  -  Utica Comets (2019)
- Tampa Bay Lightning (2019-2021)
- Syracuse Crunch (2019/2020)
- Vancouver Canucks (2021-)

Wychowanek klubu Saskatoon MHA. Przez trzy sezony występował w barwach Kelowna Rockets w juniorskich rozgrywkach WHL. W drafcie NHL z 2008 został wybrany przez Toronto Maple Leafs. W barwach tego klubu grał od 2008 przez cztery sezony w lidze NHL. W międzyczasie, we wrześniu 2011 przedłużył kontrakt o pięć lat. Umowa nie została wypełniona do końca, jako że w czerwcu 2012 został przetransferowany do amerykańskiego klubu Philadelphia Flyers (w toku wymiany z Filadelfii do Toronto trafił napastnik, James van Riemsdyk), którego zawodnikiem był wówczas także brat, Brayden. Od stycznia 2016 zawodnik Los Angeles Kings. Od lipca 2016 zawodnik Arizona Coyotes, związany dwuletnim kontraktem. Od lipca 2018 zawodnik Anaheim Ducks. W styczniu 2019 został przetransferowany do. Od lipca 2019 zawodnik Tampa Bay Lightning. Pod koniec lipca 2021 ogłoszono jego ponowny transfer do Vancouver Canucks i dwuletni kontrakt.

## Kariera reprezentacyjna
Został reprezentantem Kanady. Występował w kadrach juniorskich kraju na turniejach mistrzostw świata do lat 17 edycji 2006, do lat 18 edycji 2007, do lat 20 edycji 2008. W kadrze seniorskiej uczestniczył w turniejach mistrzostw świata edycji 2009, 2011, 2012, 2013.

## Sukcesy

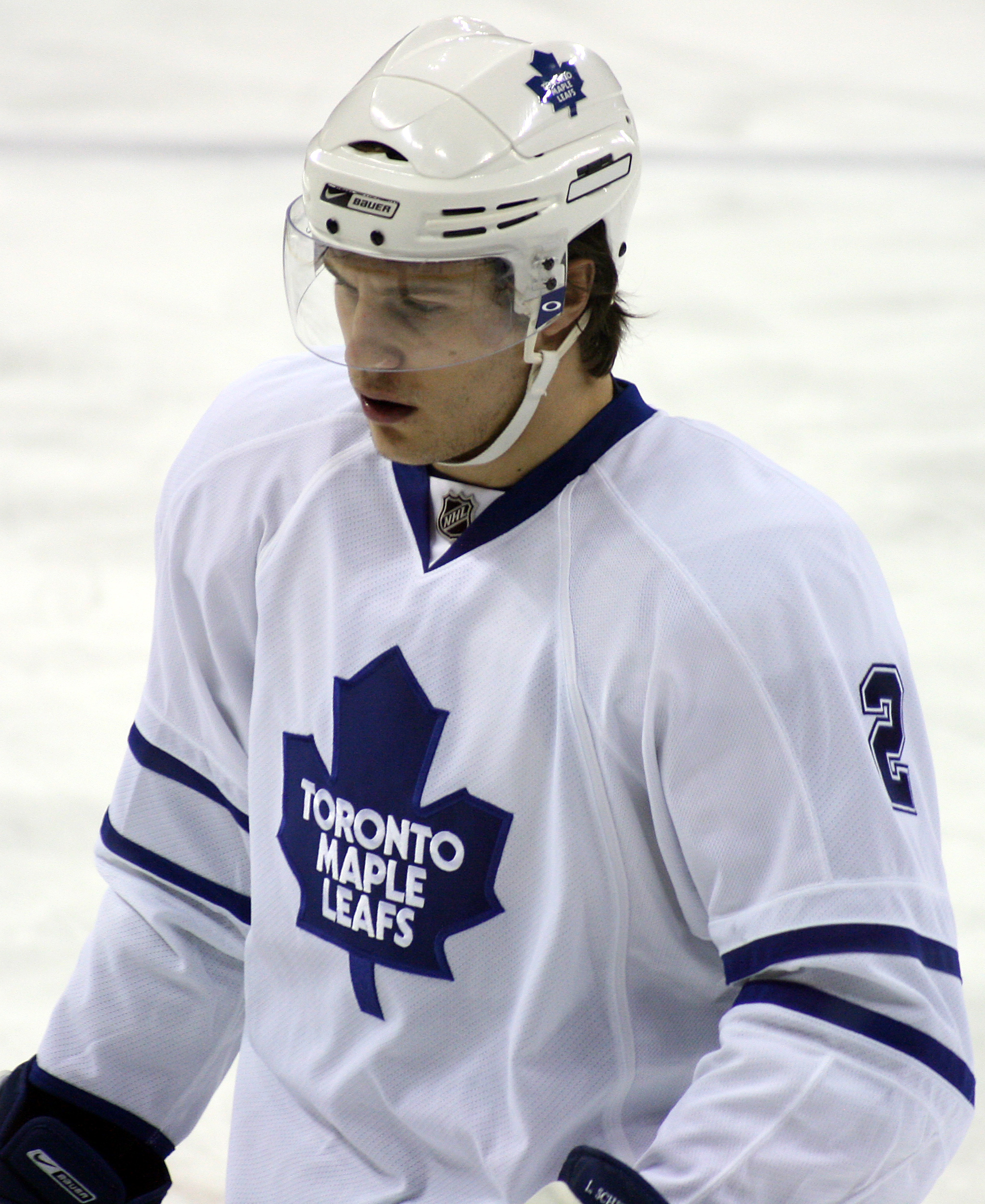
Luke Schenn w barwach Toronto Maple Leafs (2012)

Reprezentacyjne
- Złoty medal mistrzostw świata juniorów do lat 20: 2008
- Srebrny medal mistrzostw świata: 2009

Klubowe
- Puchar Stanleya: 2020 z Tampa Bay Lightning

Indywidualne
- WHL i CHL 2007/2008:
  - CHL Top Prospects Game
  - Drugi skład gwiazd WHL (Zachód)
- NHL (2008/2009):
  - NHL All-Rookie Team